# Col·lecció Fundació Bernat Metge
La Col·lecció Fundació Bernat Metge és una col·lecció de llibres iniciada el 1923 i promoguda fins al 2017 per la Fundació Bernat Metge, fruit de l'impuls i mecenatge de Francesc Cambó, que en fou l'artífex i promotor inicial. En Joan Estelrich s'encarregà de la direcció. La col·lecció fou adquirida a la indicada fundació, a principis de l'any 2017, pel grup cooperatiu català SOM.
Es tracta d'una iniciativa editorial de màxim nivell cultural, que continua en marxa, únicament comparable amb les col·leccions clàssiques de renom, com l'alemanya de Teubner, les angleses d'Oxford i de la Loeb Classical Library o la francesa de l'Associació Guillaume Budé. Tot i que els llibres es van publicar sense separació entre diferents sèries temàtiques, hom pot classificar els títols de la col·lecció en funció del camp del coneixement que tracten.

## Categories

### Escriptors Grecs
| Autor                 | Títol | Gènere | Traductor                                                        | Núm. Col·lecció |
| --------------------- | --- | ------ | ---------------------------------------------------------------- | --------------- |
| Alcidamant d’Elea     | Discursos i fragments |        | Jordi Redondo                                                    | 403             |
| Alcmà                 | Cants |        | Pere Bescós                                                      | 415             |
| Alexis                | Fragments de comèdies |        | Rubén J. Montañés i Gómez                                        | 369             |
| Andòcides             | Discursos, vol. I: Sobre els misteris |        | Jordi Redondo                                                    | 355             |
| Andòcides             | Discursos, vol. II: Sobre el seu retorn. Sobre el tractat de pau amb els lacedemonis. Contra Alcibía | 359    | Jordi Redondo                                                    |                 |
| Antifont              | Testimonis i fragments |        | Àlvar F. Ortolà                                                  | 351             |
| Antifont de Ramnunt   | Discursos, vol. I: Tetralogies |        | Jordi Redondo                                                    | 338             |
| Antifont de Ramnunt   | Discursos vol. II i últim: Contra la seva madrastra, per emmetzinament. Sobre l'assassinat d'Herodes |        | Jordi Redondo                                                    | 344             |
| Apol·lodor de Carist  | Fragments de Comèdia Nova |        | Jordi Pérez Asensio                                              | 391             |
| Apol·lodor de Gela    | Fragments de Comèdia Nova |        | Jordi Pérez Asensio                                              | 391             |
| Arat                  | Fenòmens |        | Jaume Almirall i Sardà                                           | 299             |
| Aristènet             | Lletres d’amor |        | Joan Pagès                                                       | 373             |
| Aristòfanes           | Comèdies, vol. I: Els acarnesos |        | Manuel Balasch                                                   | 171             |
| Aristòfanes           | Comèdies, vol. II: Els cavallers. Les bromes | 177    | Manuel Balasch                                                   |                 |
| Aristòfanes           | Comèdies, vol. III: Les vespes. La pau | 181    | Manuel Balasch                                                   |                 |
| Aristòfanes           | Comèdies, vol. IV: Els ocells. Lisístrata | 185    | Manuel Balasch                                                   |                 |
| Aristòfanes           | Comèdies, vol. V: Les tesmofòries. Les granotes | 190    | Manuel Balasch                                                   |                 |
| Aristòfanes           | Comèdies, vol. VI i últim: Les assembleistes. Plutus | 197    | Manuel Balasch                                                   |                 |
| Aristòtil             | Categories |        | Josep Batalla                                                    | 311             |
| Aristòtil             | De l’ànima |        | Miguel Candel                                                    | 409             |
| Aristòtil             | Ètica nicomaquea, vol. I |        | Josep Batalla                                                    | 291             |
| Aristòtil             | Ètica nicomaquea, vol. II i últim | 292    | Josep Batalla                                                    |                 |
| Aristòtil             | Història dels animals, vol. I |        | Juli Pallí                                                       | 295             |
| Aristòtil             | Història dels animals, vol. II |        | Juli Pallí                                                       | 296             |
| Aristòtil             | Història dels animals, vol. III i últim |        | Juli Pallí                                                       | 297             |
| Aristòtil             | Metafísica, vol.I |        | Miguel Candel                                                    | 425             |
| Aristòtil             | Metafísica, vol.II i últim |        | Miguel Candel                                                    | 426             |
| Aristòtil             | Poètica. Constitució d'Atenes |        | Josep Farran i Mayoral (1a ed.) - Josep Vergés (2ª ed.)          | 19              |
| Aristòtil             | Poètica |        | Xavier Riu                                                       | 421             |
| Aristòtil             | Qüestions mecàniques |        | Albert Presas i Joan Vaqué                                       | 352             |
| Aquil·les Taci        | Leucipe i Clitofont |        | Roser Homar                                                      | 428             |
| Arquimedes            | Mètode |        | Joan Vaqué i Pedro Miguel González Urbaneja                      | 306             |
| Arquimedes            | Sobre l’esfera i el cilindre |        | Ramon Masià Fornos                                               | 381             |
| Arquimedes            | Sobre les conoides i les esferoides. La mesura del cercle. La quadratura de la paràbola |        | Ramon Masià Fornos                                               | 413             |
| Ateneu de Nàucratis   | El sopar dels erudits, vol. I: llibre I (epítome) |        | Rubén Montañés Gómez, Jordi Sanchis Llopis i Jordi Pérez Asensio | 406             |
| Baquílides            | Odes |        | Manuel Balasch                                                   | 145             |
| Cal·límac             | Himnes |        | Pere Villalba i Varneda                                          | 182             |
| Cal·límac             | Epigrames | 205    | Pere Villalba i Varneda                                          |                 |
| Col·lut               | El rapte d'Hèlena |        | Francesc J. Cuartero                                             | 274             |
| Corinna de Tànagra    | Testimonis i fragments |        | Ricard Torres; Margalida Capellà i Jaume Pòrtulas                | 348             |
| Demòstenes            | Arengues, vol. I: Sobre les simmòries. Pel megalopolites. Primera filípica. Per la llibertat dels rodis. Sobre l'organització financera. Olintíaques                                                                                           |        | Joan Petit i Montserrat                                          | 60              |
| Demòstenes            | Arengues, vol. II: Sobre la pau. Segona filípica. Sobre l'Halonnès. Sobre la qüestió del Quersonès. Tercera filípica |        | Joan Petit i Montserrat                                          | 97              |
| Demòstenes            | Arengues, vol. III i últim: Quarta filípica. Lletra de Filip. Rèplica a la lletra de Filip. Sobre el tractat amb Alexandre |        | Joan Petit i Montserrat                                          | 102             |
| Demòstenes            | Discursos polítics, vol. I: Contra Androció. Contra Lèptines |        | Juli Pallí                                                       | 232             |
| Demòstenes            | Discursos polítics, vol. II: Contra Timòcrates |        | Juli Pallí                                                       | 234             |
| Demòstenes            | Discursos polítics, vol. III: Contra Mídias |        | Juli Pallí                                                       | 236             |
| Demòstenes            | Discursos polítics, vol. IV: Contra Aristòcrates |        | Juli Pallí                                                       | 240             |
| Demòstenes            | Discursos polítics, vol. V: Sobre l'ambaixada fraudulenta |        | Juli Pallí                                                       | 242             |
| Demòstenes            | Discursos polítics, vol. VI: Sobre la corona |        | Juli Pallí                                                       | 248             |
| Demòstenes            | Discursos polítics, vol. VII i últim: Contra Aristogíton |        | Juli Pallí                                                       | 252             |
| Demòstenes            | Discursos civils, vol. I: Contra Àfob. Contra Onètor |        | Juli Pallí                                                       | 259             |
| Demòstenes            | Discursos civils, vol. II: Contra Zenòtemis. Contra Apaturi. Contra Formió. Contra Làcrit. A favor de Formió. Contra Pantènet. Contra Nausímac i Xenopites                                                                                     |        | Juli Pallí                                                       | 265             |
| Demòstenes            | Discursos civils, vol. III: Contra Beot. Contra Espúdias. Contra Fenip. Contra Macàrtat. Contra Leòcares |        | Juli Pallí                                                       | 280             |
| Demòstenes            | Discursos civils, vol. IV: Contra Everg i Mnesibul. Contra Olimpiodor. Contra Timoteu. Contra Pòlicles. Sobre la corona trieràrquica. Contra Cal·lip. Contra Nicòstrat. Contra Conó                                                            |        | Juli Pallí                                                       | 281             |
| Demòstenes            | Discursos civils, vol. V i últim: Contra Càl·licles. Contra Dionisodor. Contra Eubúlides. Contra Teòcrines. Contra Neera |        | Juli Pallí                                                       | 282             |
| Dífil de Sinope       | Fragments de Comèdia Nova |        | Jordi Pérez Asensio                                              | 391             |
| Epicur                | Lletres |        | Montserrat Jufresa                                               | 192             |
| Eratòstenes de Cirene | Catasterismes |        | Jordi Pàmias                                                     | 345             |
| Èsquil                | Tragèdies, vol. I: Les suplicants. Els perses |        | Carles Riba                                                      | 64              |
| Èsquil                | Tragèdies, vol. II: Els set contra Tebes. Prometeu encadenat |        | Carles Riba                                                      | 67              |
| Èsquil                | Tragèdies, vol. III i últim: L'Orestea |        | Carles Riba                                                      | 72              |
| Èsquines              | Discursos, vol. I: Contra Timarc. Sobre l'ambaixada fraudulenta |        | Juli Pallí                                                       | 313             |
| Èsquines              | Discursos, vol. II i últim: Contra Ctesifont. Cartes |        | Juli Pallí                                                       | 314             |
| Euforió de Calcis     | Poemes i fragments |        | Josep Antoni Clua                                                | 275             |
| Eurípides             | Tragèdies, vol. I: Alcestis |        | Josep Alsina                                                     | 159             |
| Eurípides             | Tragèdies, vol. II: Medea. Els fills d'Hèracles |        | Jaume Almirall i Sardà                                           | 412             |
| Eurípides             | Tragèdies, vol. III: Hipòlit. Andròmaca |        | Maria Rosa Llabrés                                               | 408             |
| Eurípides             | Tragèdies, vol. IV: Hècabe. Les suplicants |        | Joan Pagès                                                       | 417             |
| Eurípides             | Tragèdies, vol. V: Electra. Hècabe |        | Maria Rosa Llabrés                                               | 424             |
| Eurípides             | Tragèdies, vol. VI: Les troianes. Ifigenia entre els taures |        | Adrià Piñol                                                      | 419             |
| Eurípides             | Tragèdies, vol. VII: Ió. Hèlena |        | Jaume Almirall i Sardà                                           | 434             |
| Eurípides             | Tragèdies, vol. VIII. Les fenícies |        | Joan Pagès i Maria Rosa Llabrés                                  | 437             |
| Eurípides             | Tragèdies, vol. IX. Les bacants. Ifigenia a l’Àulida |        | Jordi Pàmias i Marta Oller                                       | 440             |
| Eurípides             | Tragèdies, vol. X i últim: El ciclop. Resos |        | Montserrat Nogueras                                              | 429             |
| Ferecides d'Atenes    | Històries, vol. I: Testimonis. Fragments 1-80 |        | Jordi Pàmias                                                     | 365             |
| Ferecides d'Atenes    | Històries, vol. II i últim: Fragments 81-180A |        | Jordi Pàmias                                                     | 367             |
| Herodes               | Mimiambs |        | Carles Miralles                                                  | 175             |
| Heròdot               | Història, vol. I: llibre I |        | Manuel Balasch                                                   | 322             |
| Heròdot               | Història, vol. II |        | Manuel Balasch                                                   | 324             |
| Heròdot               | Història, vol. III |        | Joaquim Gestí                                                    | 353             |
| Heròdot               | Història, vol. IV |        | Joaquim Gestí                                                    | 361             |
| Heròdot               | Història, vol. V |        | Joaquim Gestí                                                    | 366             |
| Heròdot               | Història, vol. VI |        | Joaquim Gestí                                                    | 372             |
| Heròdot               | Història, vol. VII |        | Joaquim Gestí                                                    | 378             |
| Heròdot               | Història, vol. VIII |        | Joaquim Gestí                                                    | 386             |
| Heròdot               | Història, vol. IX i últim |        | Joaquim Gestí                                                    | 393             |
| Hipòcrates            | Tractats mèdics, vol. I: El mal sagrat |        | Josep Alsina                                                     | 184             |
| Hipòcrates            | Tractats mèdics, vol. II: Aires, aigües i llocs. El pronòstic. L'antiga medicina |        | Josep Alsina i Eulàlia Vintró                                    | 196             |
| Hipòcrates            | Tractats mèdics, vol. III: Sobre la naturalesa de l'home. Epidèmies I i III |        | Josep Alsina                                                     | 221             |
| Hipòcrates            | Tractats mèdics, vol. IV: El règim de vida |        | Darío López                                                      | 326             |
| Homer                 | Ilíada, vol. I: cants I-IV |        | Montserrat Ros, Francesc J. Cuartero i Joan Alberich             | 350             |
| Homer                 | Ilíada, vol II: cants V-VIII |        | Montserrat Ros, Francesc J. Cuartero i Joan Alberich             | 358             |
| Homer                 | Ilíada, vol. III: cants IX-XII |        | Montserrat Ros, Francesc J. Cuartero i Joan Alberich             | 375             |
| Homer                 | Introducció a la Ilíada. Homer, entre la història i la llegenda |        | Jaume Pòrtulas                                                   | 368             |
| Homer                 | Odissea, vol. I: cants I-VI |        | Carles Riba, Francesc J. Cuartero i Joan Alberich                | 379             |
| Homer                 | Odissea, vol. II: cants VII-XII |        | Carles Riba, Francesc J. Cuartero i Joan Alberich                | 385             |
| Homer                 | Odissea, vol. III: cants XIII-XVIII |        | Carles Riba, Francesc J. Cuartero i Joan Alberich                | 392             |
| Homer                 | Odissea, vol. IV i últim: cants XIX-XXIV |        | Carles Riba, Francesc J. Cuartero i Joan Alberich                | 400             |
| Iseu                  | Discursos, vol. I: Sobre l'herència de Cleònim. Sobre l'herència de Mènecles |        | Josep Vergés                                                     | 48              |
| Iseu                  | Discursos, vol. II i últim: Sobre l'herència d'Apol·lodor. Sobre l'herència de Ciró. |        | Josep Vergés                                                     | 56              |
| Isòcrates             | Discursos, vol. I: A Demonic. A Nícocles. |        | Joan Castellanos                                                 | 179             |
| Isòcrates             | Discursos, vol. II: Panegíric. Filip |        | Joan Castellanos                                                 | 211             |
| Isòcrates             | Discursos, vol. III: Arquidam. Areopagític. Sobre la pau |        | Joan Castellanos                                                 | 272             |
| Isòcrates             | Discursos, vol. IV: Evàgoras. Elogi d'Helèna. Busiris |        | Joan Castellanos                                                 | 315             |
| Isop                  | Faules, vol. I |        | Montserrat Ros                                                   | 227             |
| Isop                  | Faules, vol. II i últim |        | Montserrat Ros                                                   | 257             |
| Licòfron              | Alexandra |        | Josep Antoni Clua                                                | 298             |
| Lísias                | Discursos, vol. I: Sobre la mort d'Eratòstenes. Discurs fúnebre. Contra Simó. Per ferida amb premeditació |        | Joan Petit i Montserrat                                          | 41              |
| Lísias                | Discursos, vol. II: Contra Agorat. Contra Alcibíades per abandó de reng. Contra Alcibíades per refús |        | Joan Petit i Montserrat                                          | 70              |
| Lísias                | Discursos, vol. III i últim: Defensa d'un ciutadà acusat d'ardits contra la democràcia. Sobre l'examen d'Evandre. Contra Epícrates (i els companys d'ambaixada. Discurs complementari segons Teodor) Contra Èrgoles, Epíleg, Contra Filòcrates |        | Juli Pallí                                                       | 321             |
| Llucià                | Obres, vol. I: Diàlegs dels déus. Diàlegs marins |        | Montserrat Jufresa                                               | 161             |
| Llucià                | Obres, vol. II: Nigrí, Demònax. Subhasta de vides. Anacarsis. Menip |        | Montserrat Jufresa i Francesca Mestre                            | 261             |
| Longus                | Dafnis i Cloe |        | Jaume Berenguer i Francesc J. Cuartero                           | 213             |
| Palèfat               | Històries increïbles |        | Enric Roquet                                                     | 194             |
| Parteni de Nicea      | Dissorts d'amor |        | Francesc J. Cuartero                                             | 217             |
| Píndar                | Odes, vol. I: Olímpiques I-V |        | Joan Triadú                                                      | 124             |
| Píndar                | Odes, vol. II: Olímpiques VI-XIV |        | Joan Triadú                                                      | 129             |
| Píndar                | Odes, vol. III: |        | Manuel Balasch                                                   | 283             |
| Píndar                | Odes, vol. IV: Pítiques I-XII |        | Manuel Balasch                                                   | 284             |
| Píndar                | Odes, vol. V: Nèmees I-XI. Ístmiques I-IX |        | Manuel Balasch                                                   | 285             |
| Píndar                | Fragments, vol. VI |        | Manuel Balasch                                                   | 289             |
| Plató                 | Dialègs, vol. I: Defensa de Sòcrates. Critó. Eutífron. Laques |        | Joan Crexells; 2ª ed. a cura de Carles Riba                      | 6               |
| Plató                 | Diàlegs, vol. II: Càrmides. Lisis. Protàgoras |        | Joan Crexells; 2ª ed. a cura de Carles Riba                      | 13              |
| Plató                 | Diàlegs, vol. III: Ió. Hípias Menor. Hípias Major. Eutidem |        | Joan Crexells, Carles Riba i Jaume Serra Hunter                  | 34              |
| Plató                 | Diàlegs, vol. IV: Cràtil. Menexen |        | Jaume Olives                                                     | 104             |
| Plató                 | Diàlegs, vol. V: Menó. Alcibíades |        | Jaume Olives                                                     | 119             |
| Plató                 | Diàlegs, vol. VI: El convit |        | Eulàlia Presas                                                   | 223             |
| Plató                 | Diàlegs, vol. VII: Fedó |        | Jaume Olives                                                     | 114             |
| Plató                 | Diàlegs, vol. VIII: Gòrgias |        | Manuel Balasch                                                   | 239             |
| Plató                 | Diàlegs, vol. IX: Fedre |        | Manuel Balasch                                                   | 250             |
| Plató                 | Diàlegs, vol. X: La República (llibres I-IV) |        | Manuel Balasch                                                   | 258             |
| Plató                 | Diàlegs, vol. XI: La República (llibres V-VII) |        | Manuel Balasch                                                   | 263             |
| Plató                 | Diàlegs, vol. XII: La República (Llibres VIII-X) |        | Manuel Balasch                                                   | 273             |
| Plató                 | Diàlegs, vol. XIII: Parmènides |        | Manuel Balasch                                                   | 278             |
| Plató                 | Diàlegs, vol. XIV: Teetet |        | Manuel Balasch                                                   | 290             |
| Plató                 | Diàlegs, vol. XV: El sofista |        | Manuel Balasch                                                   | 300             |
| Plató                 | Diàlegs, vol. XVI: El polític |        | Manuel Balasch                                                   | 301             |
| Plató                 | Diàlegs, vol. XVII: Fileb |        | Manuel Balasch                                                   | 305             |
| Plató                 | Diàlegs, vol. XVIII: Timeu. Crítias |        | Manuel Balasch                                                   | 317             |
| Plató                 | Diàlegs, vol. XIX: |        |                                                                  |                 |
| Plató                 | Diàlegs, vol. XX: |        |                                                                  |                 |
| Plató                 | Diàlegs, vol. XXI: |        |                                                                  |                 |
| Plató                 | Lletres |        |                                                                  |                 |
| Plutarc               | Vides paral·leles, vol. I: Teseu i Ròmul |        | Carles Riba                                                      | 18              |
| Plutarc               | Vides paral·leles, vol. II: Soló i Publícola. Temístocles i Camil |        | Carles Riba                                                      | 21              |
| Plutarc               | Vides paral·leles, vol. III: Aristides i Marc Cató. Cimó i Lucul·le |        | Carles Riba                                                      | 27              |
| Plutarc               | Vides paral·leles, vol. IV: Pèricles i Fabi Màxim. Nícies i Crassus |        | Carles Riba                                                      | 30              |
| Plutarc               | Vides paral·leles, vol. V: Coriolà i Alcibíades. Demòstenes i Ciceró |        | Carles Riba                                                      | 36              |
| Plutarc               | Vides paral·leles, vol. VI: Foció i Cató el Jove. Dio i Brutus |        | Carles Riba                                                      | 74              |
| Plutarc               | Vides paral·leles, vol. VII: Emili Paulus i Timoleont. Èumenes i Sertori |        | Carles Riba                                                      | 81              |
| Plutarc               | Vides paral·leles, vol. VIII: Filopemen i Tit Flaminí. Pelòpides i Marcel |        | Carles Riba                                                      | 83              |
| Plutarc               | Vides paral·leles, vol. IX: Alexandre i Cèsar |        | Carles Riba                                                      | 85              |
| Plutarc               | Vides paral·leles, vol. X: Demetri i Antoni |        | Carles Riba                                                      | 42              |
| Plutarc               | Vides paral·leles, vol. XI: Pirros i Mari. Aratos |        | Carles Riba                                                      | 52              |
| Plutarc               | Vides paral·leles, vol. XII: Artaxerxes. Agis i Cleòmenes. Tiberi i Gaius Grac |        | Carles Riba                                                      | 59              |
| Plutarc               | Vides paral·leles, vol. XIII: Licurg i Numa. Lisandre i Sul·la |        | Carles Riba                                                      | 66              |
| Plutarc               | Vides paral·leles, vol. XIV: Agesilau i Pompeu |        | Carles Riba                                                      | 69              |
| Plutarc               | Vides paral·leles, vol XV i últim: (Apèndix): Galba i Otó |        | Carles Riba                                                      | 88              |
| Polibi                | Història, vol. I: llibre I |        | Antoni Ramon                                                     | 39              |
| Polibi                | Història, vol. II: llibres II-LX- CXVIII-IV, I-XXXVII |        | Antoni Ramon                                                     | 46              |
| Polibi                | Història, vol. III: llibres III, L-IV, XXXVII |        | Antoni Ramon                                                     | 75              |
| Polibi                | Història, vol. IV: llibres IV-XXXVIII-V |        | Antoni Ramon                                                     | 79              |
| Polibi                | Història, vol. V: llibres VI-VIII |        | Manuel Balasch                                                   | 149             |
| Polibi                | Història, vol. VI: llibres IX-X |        | Manuel Balasch                                                   | 158             |
| Polibi                | Història, vol. VII: llibres XI-XII |        | Manuel Balasch                                                   | 167             |
| Polibi                | Història, vol. VIII: llibres XIII-XVI |        | Manuel Balasch                                                   | 215             |
| Polibi                | Història, vol. IX: llibres XVIII-XXI |        | Manuel Balasch                                                   | 219             |
| Polibi                | Història, vol. X: llibres XXII-XXIX |        | Manuel Balasch                                                   | 224             |
| Polibi                | Història, vol. XI: llibres XXX-XXXVII |        | Manuel Balasch                                                   | 228             |
| Polibi                | Història, vol. XII i últim: llibres XXXVIII-XXXIX |        | Manuel Balasch                                                   | 243             |
| Sòfocles              | Tragèdies, vol. I: Les dones de Traquis. Antígona |        | Carles Riba                                                      | 100             |
| Sòfocles              | Tragèdies, vol. II: Àiax. Èdip rei |        | Carles Riba                                                      | 130             |
| Sòfocles              | Tragèdies, vol. III: Electra. Filoctetes |        | Carles Riba                                                      | 140             |
| Sòfocles              | Tragèdies, vol. IV i últim: Èdip a Colonos. Els sàtirs rastrejadors |        | Carles Riba i Manuel Balasch                                     | 153             |
| Teòcrit de Siracusa   | Idil·lis, vol. I |        | Josep Alsina                                                     | 141             |
| Teòcrit de Siracusa   | Idil·lis, vol. II i últim |        | Josep Alsina                                                     | 148             |
| Trifiodor             | La presa de Troia |        | Francesc J. Cuartero                                             | 249             |
| Tucídides             | Història de la Guerra del Peloponnès, vol. I: llibre I |        | Jaume Berenguer                                                  | 107             |
| Tucídides             | Història de la Guerra del Peloponnès, vol. II: llibre II |        | Jaume Berenguer                                                  | 113             |
| Tucídides             | Història de la Guerra del Peloponnès, vol. III: llibre III |        | Jaume Berenguer                                                  | 116             |
| Tucídides             | Història de la Guerra del Peloponnès, vol. IV: llibre IV |        | Jaume Berenguer                                                  | 126             |
| Tucídides             | Història de la Guerra del Peloponnès, vol. V: llibre V |        | Jaume Berenguer                                                  | 174             |
| Tucídides             | Història de la Guerra del Peloponnès, vol VI:llibre VI |        | Manuel Balasch                                                   | 202             |
| Tucídides             | Història de la Guerra del Peloponnès, vol. VII: llibre VII |        | Manuel Balasch                                                   | 209             |
| Tucídides             | Història de la Guerra del Peloponnès, vol.VIII i últim: llibre VIII |        | Manuel Balasch                                                   | 220             |
| Xenofont              | Ciropèdia, vol. I: llibre I |        | Núria Albafull                                                   | 156             |
| Xenofont              | Ciropèdia, vol. II: llibres II-IV |        | Núria Albafull                                                   | 362             |
| Xenofont              | Ciropèdia, vol. III: llibres V-VI |        | Núria Albafull                                                   | 397             |
| Xenofont              | Ciropèdia, vol. IV i últim: llibres VII-VIII |        | Núria Albafull                                                   | 435             |
| Xenofont              | L'expedició dels deu mil, vol. I: llibres I-II |        | Francesc J. Cuartero                                             | 168             |
| Xenofont              | L'expedició dels deu mil, vol. II: llibres III-IV |        | Francesc J. Cuartero                                             | 200             |
| Xenofont              | L'expedició dels deu mil, vol. III i últim: llibres VI-VII |        | Francesc J. Cuartero                                             | 208             |
| Xenofont              | Cinegètic |        | Guillem Gracià                                                   | 334             |
| Xenofont              | Records de Sòcrates |        | Carles Riba                                                      | 3               |
| Xenofont              | Obres socràtiques menors: L'economia. El convit de Càl·lias. Defensa de Sòcrates |        | Carles Riba                                                      | 10              |
| Xenofont              | Opuscles, vol. I: Hieró. Agesilau. La República dels lacedemonis |        | Teresa Sempere                                                   | 163             |
| Xenofont d'Efes       | Efesíaques |        | Carles Miralles                                                  | 164             |

### Escriptors llatins
| Autor            | Títol |  | Traductor                                                                    | Num. Col·lecció |
| ---------------- | --- |  | ---------------------------------------------------------------------------- | --------------- |
| Apici.           | L'art de la cuina |  | Joan Gómez Pallarès                                                          | 264             |
| Apuleu           | Les metamorfosis, vol. I: llibres I-V                                                                                                |  | Marçal Olivar                                                                | 50              |
| Apuleu           | Les metamorfosis, vol. II i últim: llibres VI-XI                                                                                     |  | Marçal Olivar                                                                | 53              |
| Apuleu           | Apologia. Flòrides. |  | Marçal Olivar                                                                | 58              |
| Aulus Gel·li     | Les nits àtiques, vol. I: llibres I-II                                                                                               |  | Cebrià Montserrat                                                            | 51              |
| Aulus Gel·li     | Les nits àtiques, vol. II: llibres III-IV                                                                                            |  | Cebrià Montserrat                                                            | 73              |
| Aulus Gel·li     | Les nits àtiques, vol. III: llibres VI-IX                                                                                            |  | Vicent Ferrís i Miquel Dolç                                                  | 253             |
| Ausoni           | Obres, vol. I |  | Carles Riba i Antoni Navarro; 2ª ed. a cura de Joan Petit i Montserrat       | 8               |
| Ausoni           | Obres, vol. II i últim |  | Carles Riba i Antoni Navarro                                                 | 33              |
| Autor desconegut | Retòrica a Herenni |  | Jaume Medina                                                                 | 320             |
| Aviè             | Periple (Ora maritima) |  | Pere Villalba                                                                | 241             |
| Cató             | D'agricolia |  | Salvador Galmés                                                              | 26              |
| Catul            | Poesies (1ª ed.) |  | Joan Petit i Josep Vergés                                                    | 32              |
| Catul            | Poesies (2ª ed.) |  | Antoni Seva i Josep Vergés                                                   | 262             |
| Cèsar            | Comentaris de la Guerra Civil, vol. I: llibre I                                                                                      |  | Joaquim Icart                                                                | 186             |
| Cèsar            | Comentaris de la Guerra Civil, vol. II i últim: llibres II-III                                                                       |  | Josep Maria Morató                                                           | 204             |
| Cèsar            | Guerra de les Gàl·lies, vol. I: llibres I-III                                                                                        |  | Joaquim Icart                                                                | 189             |
| Cèsar            | Guerra de les Gàl·lies, vol. II: llibres IV-VI                                                                                       |  | Joaquim Icart                                                                | 191             |
| Cèsar            | Guerra de les Gàl·lies, vol. III i últim: llibres VII-VIII                                                                           |  | Joaquim Icart                                                                | 195             |
| Cèsar            | Guerra d'Alexandria |  | Joaquim Icart i Miquel Dolç                                                  | 246             |
| Cèsar            | Guerra d'Àfrica. Guerra d'Hispània                                                                                                   |  | Joaquim Icart i Miquel Dolç                                                  | 251             |
| Ciceró           | Brutus |  | Gumersind Alabart ; 2ª ed. a cura d'Eduard Valentí                           | 7               |
| Ciceró           | Cató el Vell (De la vellesa) |  | Pere Villalba                                                                | 308             |
| Ciceró           | De l'orador, vol. I: llibre I |  | Salvador Galmés                                                              | 43              |
| Ciceró           | De l'orador, vol. II: llibre II |  | Salvador Galmés                                                              | 54              |
| Ciceró           | De l'orador, vol. III i últim: llibre III                                                                                            |  | Salvador Galmés                                                              | 65              |
| Ciceró           | Dels deures, vol. I: llibre I |  | Eduard Valentí                                                               | 84              |
| Ciceró           | Dels deures, vol. II i últim: llibre II-III                                                                                          |  | Eduard Valentí                                                               | 86              |
| Ciceró           | Discursos, vol. I: En defensa de Quincti, de Rosci Amerí, de Rosci Comediant, de Tul·li                                              |  | Llorenç Riber                                                                | 4               |
| Ciceró           | Discursos, vol. II: Contra Quint Cecili, Primera acció contra Verres, Segona acció: La pretura urbana                                |  | Llorenç Riber                                                                | 89              |
| Ciceró           | Discursos, vol. III: Segona acció contra Verres: La pretura de Sicília                                                               |  | Llorenç Riber i Josep Vergés                                                 | 98              |
| Ciceró           | Discursos, vol. IV: Segona acció contra Verres: El blat                                                                              |  | Llorenç Riber i Josep Vergés                                                 | 99              |
| Ciceró           | Discursos, vol. V: Segona acció contra Verres: Les imatges                                                                           |  | Josep Vergés                                                                 | 106             |
| Ciceró           | Discursos, vol. VI: Segona acció contra Verres: Els suplicis                                                                         |  | Josep Vergés                                                                 | 108             |
| Ciceró           | Discursos, vol. VII: Defensa de Marc Fontei. Defensa d'Aulus Cecina                                                                  |  | Josep Vergés                                                                 | 115             |
| Ciceró           | Discursos, vol. VIII:Sobre el comandament de Gneu Pompeu. Defensa d'Aulus Cluenci                                                    |  | Josep Vergés                                                                 | 143             |
| Ciceró           | Discursos, vol .IX:Sobre la llei agrària. Defensa de Gai Rabiri                                                                      |  | Josep Vergés                                                                 | 154             |
| Ciceró           | Discursos, vol. X: Catilinàries |  | Oliveri Nortes                                                               | 188             |
| Ciceró           | Discursos, vol. XI: Discurs de gratitud al senat. Discurs de gratitud al poble. Sobre la seva casa. Sobre la resposta dels harúspexs |  | Dolors Condom                                                                | 293             |
| Ciceró           | Discursos, vol. XII: Defensa de Publi Sul·la. Defensa de Luci Flac                                                                   |  | Dolors Condom                                                                | 255             |
| Ciceró           | Discursos, vol. XIII: Defensa de Luci Licini Murena. Defensa d'Àrquias                                                               |  | Joaquim Icart                                                                | 279             |
| Ciceró           | Discursos, vol XIV: Defensa de Publi Sesti                                                                                           |  | Joan Bellés Sallent                                                          | 349             |
| Ciceró           | Discursos, vol XV: Contra Publi Vatini. Defensa de Marc Celi                                                                         |  | Joan Bellés Sallent i Julio Granadero                                        | 370             |
| Ciceró           | Discursos, vol XVI: Sobre el govern de les províncies consulars. En defensa de Corneli Balb                                          |  | Joan Bellés Sallent, Xavier Espluga i Noemí Moncunill                        | 396             |
| Ciceró           | Discursos, vol. XX: Filípiques I-II                                                                                                  |  | Joan Bellés                                                                  | 329             |
| Ciceró           | Discursos, vol. XX: Filípiques III-IX                                                                                                |  | Joan Bellés                                                                  | 336             |
| Ciceró           | Discursos vol. XXII, i últim: Filípiques X-XIV                                                                                       |  | Joan Bellés                                                                  | 343             |
| Ciceró           | La naturalesa dels déus, vol. I |  | Joan M. Del Pozo                                                             | 254             |
| Ciceró           | La naturalesa dels déus, vol. II i últim                                                                                             |  | Jordi Redondo i Alvar F. Ortalà                                              | 337             |
| Ciceró           | La República |  | Joan Manuel del Pozo                                                         | 354             |
| Ciceró           | Leli (De l'amistat) |  | Pere Villalba                                                                | 312             |
| Ciceró           | Les lleis |  | Núria Gómez                                                                  | 395             |
| Ciceró           | Les paradoxes dels estoics |  | Joan Manuel del Pozo                                                         | 399             |
| Ciceró           | Tusculanes, vol. I: llibres I-II |  | Eduard Valentí                                                               | 90              |
| Ciceró           | Tusculanes, vol. II: llibres III-IV                                                                                                  |  | Eduard Valentí                                                               | 94              |
| Ciceró           | Tusculanes, vol. III i últim: llibre V                                                                                               |  | Eduard Valentí                                                               | 96              |
| Claudi Claudià   | El rapte de Prosèrpina |  | Àngels Calderó i Antoni Seva                                                 | 294             |
| Corneli Nepos    | Vides d'homes il·lustres |  | Manuel de Montoliu (1a ed.); Josep Vergés (2a ed.)                           | 2               |
| Estaci           | Silves, vol. I: llibre I |  | Guillem Colom i Miquel Dolç                                                  | 125             |
| Estaci           | Silves, vol. II: llibres II-III |  | Guillem Colom i Miquel Dolç                                                  | 128             |
| Estaci           | Silves, vol. III i últim: llibres IV-V.                                                                                              |  | Guillem Colom i Miquel Dolç                                                  | 135             |
| Estaci           | Aquil·leida, Fragment de la Guerra de Germània                                                                                       |  | Pere-Enric Barreda                                                           | 377             |
| Florus           | Gestes dels romans, vol. I: llibre I                                                                                                 |  | Joaquim Icart                                                                | 210             |
| Florus           | Gestes dels romans, vol. II i últim: llibre II                                                                                       |  | Joaquim Icart                                                                | 214             |
| Horaci           | Sàtires i epístoles |  | Llorenç Riber                                                                | 23              |
| Horaci           | Odes i epodes, vol. I |  | Josep Vergés                                                                 | 203             |
| Horaci           | Odes i epodes, vol. II i últim |  | Josep Vergés                                                                 | 216             |
| Juvenal          | Sàtires, vol. I |  | Manuel Balasch                                                               | 138             |
| Juvenal          | Sàtires, vol. II i últim |  | Manuel Balasch                                                               | 139             |
| Lucreci          | De la natura, vol. I: llibres I-III                                                                                                  |  | Joaquim Balcells                                                             | 1               |
| Lucreci          | De la natura', vol. II i últim: llibres IV-VI                                                                                        |  | Joaquim Balcells                                                             | 31              |
| Macrobi.         | Les Saturnals, vol. I |  | Jordi Raventós                                                               | 335             |
| Macrobi.         | Les saturnals, vol. II: llibres II-IV                                                                                                |  | Jordi Raventós                                                               | 341             |
| Macrobi.         | Les Saturnals, vol. III: llibre V |  | Jordi Raventós                                                               | 346             |
| Macrobi.         | Les Saturnals, vol. IV: llibres VI-VII                                                                                               |  | Jordi Raventós                                                               | 357             |
| Marcial          | Epigrames, vol. I: Espectacles: llibres I-IV                                                                                         |  | Miquel Dolç                                                                  | 92              |
| Marcial          | Epigrames, vol. II: llibres V-VII |  | Miquel Dolç                                                                  | 103             |
| Marcial          | Epigrames, vol. III: llibres VIII-X                                                                                                  |  | Miquel Dolç                                                                  | 114             |
| Marcial          | Epigrames, vol. IV: llibres XI-XII                                                                                                   |  | Miquel Dolç                                                                  | 131             |
| Marcial          | Epigrames, vol. V i últim: llibres XIII-XIV                                                                                          |  | Miquel Dolç                                                                  | 133             |
| Ovidi            | Heroides |  | Adela Mª Trepat i Anna Mª de Saavedra                                        | 29              |
| Ovidi            | Les metamorfosis, vol. I: llibres I-V                                                                                                |  | Adela Mª Trepat i Anna Mª de Saavedra                                        | 40              |
| Ovidi            | Les metamorfosis, vol. II: llibres VI-X                                                                                              |  | Adela Mª Trepat i Anna Mª de Saavedra                                        | 49              |
| Ovidi            | Les metamorfosis, vol. III i últim: llibres XI-XV                                                                                    |  | Adela Mª Trepat i Anna Mª de Saavedra                                        | 62              |
| Ovidi            | Tristes, vol. I: llibres I-II |  | Carme Boyé i Miquel Dolç                                                     | 157             |
| Ovidi            | Tristes, vol. II i últim: llibres III-V                                                                                              |  | Carme Boyé i Miquel Dolç                                                     | 160             |
| Ovidi            | Amors |  | Jordi Pérez Durà i Miquel Dolç                                               | 180             |
| Ovidi            | Art amatòria |  | Jordi Pérez Durà i Miquel Dolç                                               | 198             |
| Ovidi            | Remeis a l'amor. Cosmètics per a la cara                                                                                             |  | Jordi Pérez Durà i Miquel Dolç                                               | 206             |
| Ovidi            | Pòntiques, vol. I |  | Carme Boyé                                                                   | 225             |
| Ovidi            | Pòntiques, vol. II i últim |  | Carme Boyé                                                                   | 235             |
| Ovidi            | Fastos, vol. I: llibres I-III |  | Miquel Dolç i Jaume Medina                                                   | 267             |
| Ovidi            | Fastos, vol. II i últim: llibres IV-VI                                                                                               |  | Jaume Medina                                                                 | 303             |
| Persi            | Sàtires |  | Miquel Dolç                                                                  | 112             |
| Plaute           | Comèdies, vol. I: Amfitrió. La comèdia dels ases                                                                                     |  | Marçal Olivar                                                                | 71              |
| Plaute           | Comèdies, vol. II: La comèdia de l'olla. Les baquis                                                                                  |  | Marçal Olivar                                                                | 76              |
| Plaute           | Comèdies, vol. III: Els captius. Càsina                                                                                              |  | Marçal Olivar                                                                | 78              |
| Plaute           | Comèdies, vol. IV: La comèdia del cistellet. El corc                                                                                 |  | Marçal Olivar                                                                | 82              |
| Plaute           | Comèdies, vol. V: Epídic. Els dos Menecmes                                                                                           |  | Marçal Olivar                                                                | 87              |
| Plaute           | Comèdies, vol. VI: El mercader. El militar fanfarró                                                                                  |  | Marçal Olivar                                                                | 91              |
| Plaute           | Comèdies, vol. VII: L'ànima en pena                                                                                                  |  | Marçal Olivar                                                                | 101             |
| Plaute           | Comèdies, vol. VIII: El persa. El cartaginès                                                                                         |  | Marçal Olivar                                                                | 105             |
| Plaute           | Comèdies, vol. IX: Psèudolus |  | Marçal Olivar                                                                | 110             |
| Plaute           | Comèdies, vol. X: Rudens |  | Marçal Olivar                                                                | 111             |
| Plaute           | Comèdies, vol. XI: Esticus. Les tres monedes                                                                                         |  | Marçal Olivar                                                                | 118             |
| Plaute           | Comèdies, vol. XII i últim: El malcarat. La maleta                                                                                   |  | Marçal Olivar                                                                | 136             |
| Plini el Jove    | Lletres, vol. I: llibres I-IV |  | Marçal Olivar                                                                | 25              |
| Plini el Jove    | Lletres, vol. II i últim: llibres V-IX                                                                                               |  | Marçal Olivar                                                                | 28              |
| Plini el Jove    | Panegíric |  | Marçal Olivar                                                                | 61              |
| Plini el Jove    | Correspondència amb Trajà |  | Marçal Olivar                                                                | 63              |
| Plini            | Història natural, vol. I: llibres I-II                                                                                               |  | Marçal Olivar                                                                | 15              |
| Properci         | Elegies |  | Joan Mínguez; 2ª ed. a cura de Josep Vergés                                  | 12              |
| Quint Curci      | Història d'Alexandre el Gran, vol. I: llibres I-IV                                                                                   |  | Manuel de Montoliu' (1a ed.); Josep Vergés (2a ed.)                          | 14              |
| Quint Curci      | Història d'Alexandre el Gran, vol. II: llibres V-VII                                                                                 |  | Manuel de Montoliu                                                           | 20              |
| Quint Curci      | Història d'Alexandre el Gran, vol. III i últim: llibres VIII-X                                                                       |  | Manuel de Montoliu i Josep Vergés                                            | 77              |
| Quintilià        | Institució oratòria, vol. I: llibre I                                                                                                |  | Josep M. Casas i Homs                                                        | 142             |
| Quintilià        | Institució oratòria, vol. II: llibre II                                                                                              |  | Josep M. Casas i Homs                                                        | 151             |
| Quintilià        | Institució oratòria, vol. III: llibre III-IV                                                                                         |  | Jordi Pérez Durà i Miquel Dolç                                               | 245             |
| Quintilià        | Institució oratòria, vol. IV: llibre V                                                                                               |  | Jordi Pérez Durà                                                             | 331             |
| Quintilià        | Institució oratòria, vol. V: llibre VI                                                                                               |  | Jordi Pérez Durà                                                             | 333             |
| Rutili Namacià   | Del seu retorn |  | Dolors Condom                                                                | 319             |
| Sal·lusti        | La conjuració de Catilina |  | Joaquim Icart                                                                | 147             |
| Sal·lusti        | La Guerra de Jugurta |  | Joaquim Icart                                                                | 152             |
| Sal·lusti        | Apèndix (Fragments i obres espúries)                                                                                                 |  | Josep Ignasi Ciruelo                                                         | 187             |
| Sèneca           | Apocolocintosi del diví Claudi. Epigrames                                                                                            |  | Joan Mariné Isidro                                                           | 342             |
| Sèneca           | De la ira |  | Carles Cardó                                                                 | 5               |
| Sèneca           | De la brevetat de la vida. De la vida benaurada. De la providència                                                                   |  | Carles Cardó                                                                 | 9               |
| Sèneca           | Consolacions |  | Carles Cardó                                                                 | 16              |
| Sèneca           | Diàlegs a Serè: De la constància del savi. De la tranquil·litat de l'esperit. De l'oci. De la clemència                              |  | Carles Cardó                                                                 | 22              |
| Sèneca           | Lletres a Lucili, vol. I: llibres I-V                                                                                                |  | Carles Cardó                                                                 | 35              |
| Sèneca           | Lletres a Lucili, vol. II: llibres VI-IX                                                                                             |  | Carles Cardó                                                                 | 38              |
| Sèneca           | Lletres a Lucili, vol. III: llibres X-XV                                                                                             |  | Carles Cardó                                                                 | 45              |
| Sèneca           | Lletres a Lucili, vol. IV i últim: llibres XVI-XX                                                                                    |  | Carles Cardó                                                                 | 57              |
| Sèneca           | Dels beneficis, vol. I: llibres I-IV                                                                                                 |  | Carles Cardó                                                                 | 68              |
| Sèneca           | Dels beneficis, vol. II i últim: llibres V-VII                                                                                       |  | Carles Cardó                                                                 | 109             |
| Sèneca           | Qüestions naturals, vol. I: llibres I-II                                                                                             |  | Carles Cardó                                                                 | 121             |
| Sèneca           | Qüestions naturals, vol. II: llibres III-IV                                                                                          |  | Carles Cardó                                                                 | 122             |
| Sèneca           | Qüestions naturals, vol. III i últim: llibres V-VII                                                                                  |  | Carles Cardó                                                                 | 132             |
| Suetoni          | Vides dels dotze cèsars, vol. I: Cèsar                                                                                               |  | Joaquim Icart                                                                | 162             |
| Suetoni          | Vides dels dotze cèsars, vol. II: August                                                                                             |  | Joaquim Icart                                                                | 165             |
| Suetoni          | Vides dels dotze cèsars, vol. III: Tiberi. Calígula                                                                                  |  | Joaquim Icart                                                                | 169             |
| Suetoni          | Vides dels dotze cèsars, vol. IV: Claudi. Neró                                                                                       |  | Joaquim Icart                                                                | 172             |
| Suetoni          | Vides dels dotze cèsars, vol. V i últim: Galba. Otó. Vitel·li. Vespasià. Tit. Domicià                                                |  | Joaquim Icart                                                                | 178             |
| Tàcit            | Obres menors: Diàleg dels oradors. Agrícola. Germània                                                                                |  | F. Martorell, Miquel Ferrà i Llorenç Riber (1a ed.); Eduard Valentí (2a ed.) | 17              |
| Tàcit            | Annals, vol. I: llibres I-II |  | Ferran Soldevila                                                             | 47              |
| Tàcit            | Annals, vol. II: llibres III-IV |  | Miquel Dolç                                                                  | 155             |
| Tàcit            | Annals, vol. III: llibres V-VI, XI                                                                                                   |  | Miquel Dolç                                                                  | 166             |
| Tàcit            | Annals, vol. IV: llibres XII-XIII |  | Miquel Dolç                                                                  | 170             |
| Tàcit            | Annals, vol. V: llibres XIV-XV |  | Miquel Dolç                                                                  | 173             |
| Tàcit            | Annals, vol. VI i últim: llibre XVI                                                                                                  |  | Miquel Dolç                                                                  | 176             |
| Tàcit            | Històries, vol. I: llibre I |  | Marià Bassols de Climent i Josep M. Casas i Homs                             | 93              |
| Tàcit            | Històries, vol. II: llibre II |  | Marià Bassols de Climent i Josep M. Casas i Homs                             | 95              |
| Tàcit            | Històries, vol. III: llibre III |  | Marià Bassols de Climent i Miquel Dolç                                       | 123             |
| Tàcit            | Històries, vol. IV i últim: llibres IV-V                                                                                             |  | Marià Bassols de Climent i Miquel Dolç                                       | 146             |
| Terenci          | Comèdies, vol. I: Àndria. El botxí de si mateix                                                                                      |  | Pere Coromines i Joan Coromines                                              | 80              |
| Terenci          | Comèdies, vol. II: L'eunuc |  | Pere Coromines i Joan Coromines                                              | 120             |
| Terenci          | Comèdies, vol. III: Formió |  | Pere Coromines i Joan Coromines                                              | 127             |
| Terenci          | Comèdies, vol. IV: La sogra. Els germans                                                                                             |  | Joan Coromines                                                               | 134             |
| Tibul            | Elegies |  | Carles Magrinyà i Joan Mínguez                                               | 11              |
| Titus Livi       | Història de Roma, vol. I: llibre I                                                                                                   |  | Antonio Fontán i Antoni Cobos                                                | 330             |
| Titus Livi       | Història de Roma, vol. II: llibre II                                                                                                 |  | Victoria Bescós Calleja                                                      | 387             |
| Titus Livi       | Història de Roma, vol. XI: llibre XXI                                                                                                |  | Jordi Avilés                                                                 | 363             |
| Varró            | Del camp |  | Salvador Galmés                                                              | 37              |
| Virgili          | Bucòliques |  | Miquel Dolç                                                                  | 117             |
| Virgili          | Geòrgiques |  | Miquel Dolç                                                                  | 150             |
| Virgili          | Eneida, vol. I: llibre I-III |  | Miquel Dolç                                                                  | 183             |
| Virgili          | Eneida, vol. II: llibres IV-VI |  | Miquel Dolç                                                                  | 193             |
| Virgili          | Eneida, vol. III: llibres VII-IX |  | Miquel Dolç                                                                  | 199             |
| Virgili          | Eneida, vol. IV i últim: llibres X-XII                                                                                               |  | Miquel Dolç                                                                  | 201             |
| Virgili          | Apèndix virgiliana, vol. I: Imprecacions. [Lídia]. El mosquit. L'Etna. La tavernera                                                  |  | Miquel Dolç                                                                  | 218             |
| Virgili          | Apèndix virgiliana, vol. II i últim: Elegia a Mecenas. L'agró. Minúcies. L'almadroc. Del capteniment                                 |  | Miquel Dolç                                                                  | 226             |

### Escriptors Cristians
| Autor               | Títol                                                                          |  | Traductor                     | Num. Col·lecció |
| ------------------- | ------------------------------------------------------------------------------ |  | ----------------------------- | --------------- |
| Agustí d'Hipona     | Dels acadèmics, vol. I                                                         |  | Josep Batalla                 | 270             |
| Agustí d'Hipona     | Dels acadèmics, vol. II                                                        |  | Josep Batalla                 | 271             |
| Anònim              | Regla del mestre, vol. I                                                       |  | Ventura Sella                 | 286             |
| Anònim              | Regla del mestre, vol. II i últim                                              |  | Ventura Sella                 | 288             |
| Benet de Núrsia     | La regla dels monjos                                                           |  | Ventura Sella                 | 304             |
| Boeci               | Consolació de la Filosofia                                                     |  | Valentí Fàbrega i Escatllar   | 332             |
| Consenci            | Correspondència amb sant Agustí, vol. I                                        |  | Josep Amengual                | 244             |
| Consenci            | Correspondència amb sant Agustí, vol. II                                       |  | Josep Amengual                | 268             |
| Egèria              | Pelegrinatge, vol. I                                                           |  | Sebastià Janeras              | 237             |
| Egèria              | Pelegrinatge, vol. II i últim                                                  |  | Sebastià Janeras              | 238             |
| Gregori de Nissa    | Discurs catequètic                                                             |  | Josep Vives Soler             | 325             |
| Gregori de Nissa    | Homilies sobre el Càntic dels Càntics, vol. I: homilies I-VII                  |  | Josep Vives Soler             | 339             |
| Gregori de Nissa    | Homilies sobre el Càntic dels Càntics, vol. II: homilies VIII-XV               |  | Josep Vives Soler             | 340             |
| Gregori de Nissa    | Homilies sobre el parenostre. Homilies sobre Benaurances                       |  | Josep Vives Soler             | 347             |
| Gregori de Nissa    | La Virginitat                                                                  |  | Josep Vives Soler             | 356             |
| Gregori el Gran     | Diàlegs, vol. I: llibres I-II                                                  |  | Narcís Xifra                  | 260             |
| Gregori el Gran     | Diàlegs, vol. II i últim: llibres III-IV                                       |  | Narcís Xifra                  | 269             |
| Ignasi d'Antioquia  | Cartes, vol. I                                                                 |  | Josep Rius-Camps              | 327             |
| Ignasi d'Antioquia  | Cartes, vol. II                                                                |  | Josep Rius-Camps              | 328             |
| Orígenes            | Tractat dels Principis, vol. I                                                 |  | Josep Rius-Camps              | 309             |
| Orígenes            | Tractat dels Principis, vol. II i últim                                        |  | Josep Rius-Camps              | 310             |
| Pal·ladi            | Història Lausíaca                                                              |  | Antoni Ramon                  | 24              |
| Pere Crisòleg       | Sermons, vol. I: I-XXVII                                                       |  | Jaume Fàbregas                | 233             |
| Pere Crisòleg       | Sermons, vol. II: XXVIII-LXIIbis                                               |  | Jaume Fàbregas                | 247             |
| Pere Crisòleg       | Sermons, vol. III: LXIII-XCII                                                  |  | Jaume Fàbregas                | 266             |
| Pere Crisòleg       | Sermons, vol. IV: XCIII-CXXIV                                                  |  | Jaume Fàbregas                | 287             |
| Pere Crisòleg       | Sermons, vol. V: CXXV-CLI                                                      |  | Alexandre Olivar              | 318             |
| Pere Crisòleg       | Sermons, vol. VI i últim: CLII-CLXXIX                                          |  | Alexandre Olivar              | 323             |
| Prudenci            | Prefaci. Llibre d'himnes de cada dia                                           |  | Nolasc Rebull i Miquel Dolç   | 207             |
| Prudenci            | Natura de Déu. Origen del pecat. Combat espiritual                             |  | Nolasc Rebull i Miquel Dolç   | 212             |
| Prudenci            | Contra Símmac                                                                  |  | Nolasc Rebull i Miquel Dolç   | 222             |
| Prudenci            | Llibre de les corones, vol. I: I-IX                                            |  | Nolasc Rebull i Miquel Dolç   | 229             |
| Prudenci            | Llibre de les corones, vol. II i últim: Rètols d'històries. Dels seus opuscles |  | Nolasc Rebull i Miquel Dolç   | 230             |
| Pseudo-Cebrià       | Poemes                                                                         |  | Josep M. Escolà               | 360             |
| Sant Basili El Gran | Homilia. Als joves, sobre la utilitat de la literatura grega                   |  | Josep O'Callaghan             | 231             |
| Sant Cebrià         | Epistolari, vol. I                                                             |  | Josep Vergés i Tomàs Bellpuig | 44              |
| Sant Cebrià         | Epistolari, vol. II                                                            |  | Josep Vergés i Tomàs Bellpuig | 55              |
| Sidoni Apol·linar   | Poemes, vol. I: Panegírics                                                     |  | Joan Bellès                   | 256             |
| Sidoni Apol·linar   | Poemes, vol. II i últim: Poemes menors                                         |  | Joan Bellès                   | 276             |
| Sidoni Apol·linar   | Lletres, vol. I: lletres I-III.                                                |  | Joan Bellès                   | 302             |
| Sidoni Apol·linar   | Lletres, vol. II: lletres IV-VI                                                |  | Joan Bellès                   | 307             |
| Sidoni Apol·linar   | Lletres, vol. III i últim: llibres VII-IX                                      |  | Joan Bellès                   | 316             |
| Tertul·lià          | Apologètic                                                                     |  | Fèlix Senties i Miquel Dolç   | 137             |
| Venanci Fortunat    | Poesies, vol. I                                                                |  | Josep Pla i Agulló            | 277             |